# Bobby Brown (Musiker)
Bobby Brown (* 1938 in Olyphant, Arkansas) ist ein US-amerikanischer Rockabilly- und Rock-’n’-Roll-Musiker.

## Leben

### Kindheit und Jugend
Brown wuchs in einer musikalischen Familie auf. Sein Vater spielte Gitarre und seine Mutter musizierte auf dem Waschbrett. Zusammen mit seinen zwei Schwestern und vier Brüdern sang Brown alte Folk- und Gospel-Songs. Über das Radio wurde vor allem Country-Musik gehört. Als der junge Elvis Presley 1955 seinen Aufstieg erlebte, wurde auch Brown vom „Rockabilly-Fever“ erfasst:

“Then from a Memphis radio station, we heard something different. It wasn’t blues like the black people sang, nor was it hillbilly, we knew all those songs and sang every word. They said it was Elvis Presley and he was singing something called Rock and Roll. We had heard Bill Monroe sing "Blue Moon of Kentucky" and we knew every word. Now this guy Elvis was singing that same song differently, fast with a rhythm beat. I knew right then that I loved rock and roll and just had to sing and play it.”

Brown lernte auf der Gitarre seines großen Bruders zu spielen und erhielt mit einem Freund eine Show auf KNBY.

### Karriere
Brown konnte sich schnell eine Fan-Basis in seiner Heimatstadt aufbauen und zog 1956, nachdem er seinen High-School-Abschluss hatte, nach St. Louis, Missouri, wo er mit einer Band durch die Clubs der Stadt zog. Mit seiner eigenen Band The Curios, bestehend aus Brown (Gesang/Gitarre), Shorty Stewart (Lead-Gitarre), Tommy Jones (Bass) und Johnny Welker (Schlagzeug), zog er danach nach Jonesboro, Arkansas, wo er weiterhin in Bars und Clubs auftrat. Brown und seine Band versuchten einen Plattenvertrag bei Sun Records in Memphis, Tennessee, zu bekommen und spielten auch Scotty Moore von Fernwood Records vor. Für Fernwood wurden zwei Bänder eingespielt, die jedoch nicht veröffentlicht wurden.
In einem Club wurden Brown und seine Band von Arlen Vaden, Besitzer des Labels Vaden Records, entdeckt und unter Vertrag genommen. Er brachte die Musiker nach Cincinnati, Ohio, wo sie im WCKY-Studio Down at Big Mary’s House und I Get the Blues aufnahmen, die 1958 auf einer Platte veröffentlicht wurden.
Vaden brachte Brown danach für eine weitere Session ein. Es war eine „Super-Session“ verschiedener Rockabilly- und Rock-’n’-Roll-Künstler, auf der unter anderem auch Joyce Green, Larry Donn und Teddy Redell Titel einspielten. Donn (Bass) und Redell (Klavier) spielten auch auf Browns zweiter Single, Please, Please Baby / Bobby’s Blues, die 1959 veröffentlicht wurde. So populär Brown auch war, ein Hit wollte nicht kommen und danach brach die Band auseinander. Mit Schlagzeuger Johnny Welker schloss Brown sich Sonny Burgess an, dessen Band sich ebenfalls aufgelöst hatte. Zusammen gingen sie mit Johnny Cash auf Tournee; Brown erinnert sich, oft mit Cash nach den Shows Songs geschrieben zu haben.
Anfang der 1960er-Jahre gründete Brown eine neue Band, die aus Johnny Adams (Bass), Raymond Thompson (Schlagzeug/Mundharmonika), Tommy Holder (Gitarre) und Brown selbst (Gesang/Gitarre) bestand. Mit dieser Band spielte er jahrelang an der Ostküste und auch in Kanada. In seiner Karriere hatte er so die Möglichkeit, mit Stars wie Narvel Felts, Bo Diddley, Ronnie Hawkins, Conway Twitty, Duane Eddy, Del Shannon, Wanda Jackson, Chubby Checker, Big Al Downing und vielen weiteren zu spielen. In dieser Zeit wurden auch immer wieder Platten bei kleinen Labels eingespielt, die aber alle nicht den gewünschten Erfolg brachten.
Brown ist heutzutage immer noch als Musiker aktiv und gibt oft Konzerte mit Larry Donn. 2006 spielte er auf dem Hemsby Rock’n’Roll Weekend.

## Diskografie
| Jahr    | Titel                                                                                            | Label #        |
| ------- | ------------------------------------------------------------------------------------------------ | -------------- |
| 1958    | Down at Big Mary’s House / I Get the Blues (At Midnight)                                         | Vaden 45-100   |
|         | EP - Down at Big Mary‘s - I Get the Blues - Banjo & Fiddle Instrumentals (von der Jamboree Gang) | Vaden EP-107   |
| 1959    | Bobby’s Blues / Please, Please Baby                                                              | Vaden 45-109   |
| 1960    | Dream Date / Everybody Has a Dream                                                               | XYZ 610        |
| 1962    | Raunchy Twist / Highland Fling                                                                   | Fargo LF 1021  |
| 1962    | Dreamer / Falling from Paradise                                                                  | Pak 1313       |
| 1962/63 | Falling from Paradise / Dreamer                                                                  | Curio Q100/1   |
| 1963    | Lawdy, Miss Clawdy / 3000 Miles                                                                  | Arc 1025       |
| 1963    | Chicken Back, Part I / Chicken Back, Part II                                                     | Curio Q102/3   |
| 1964    | Ride the Love Train / Coast to San Francisco                                                     | Allied AR 6356 |